# لارينا (اسم)
لارينا (بالإسبانية: La Reina)‏، هي كلمة إسبانية معناها ملكة، وهي الرفيعة المستوى أو زوجة الملك في بعض الدول أو من تتقلد منصب الملك في دولتها كملكة بريطانيا.